# Colostethus
A Colostethus a kétéltűek (Amphibia) osztályának békák (Anura) rendjébe, ezen belül a nyílméregbéka-félék (Dendrobatidae) családjába, azon belül a Colostethinae tartozó nem.

## Előfordulásuk
A nembe tartozó fajok Panama keleti kétharmadán, Kolumbiában az Andokban és Ecuadorban honosak, egy elszigetelt populációjuk Peru északi részén is megtalálható.

## Taxonómiai helyzete
A nyílméregbéka-félék 2006-ban publikált taxonómiai felülvizsgálata során a Colostethus nemet túlzottan polifiletikusnak találták. A revíziót megelőzően 138 fajt tartalmazott, ez a szám 15 fajra csökkent, miután a korábbi Colostethus nem számos faját két rendszertani család nyolc nemébe osztották szét, azaz a Dendrobatidae családba és az újonnan létrehozott Aromobatidae családba. A Dendrobatidae családon belül számos, a korábban a Colostethus nembe sorolt faj a Hyloxalus nembe került, míg hármat az új Silverstoneia nembe helyeztek. Ennek ellenére a Colostethus nemet továbbra is parafiletikusnak tartják, mivel egyes fajok közelebbi rokonságban állnak az Ameerega nemmel, mint a többi, a nembe tartozó fajjal.

## Rendszerezés
A nembe az alábbi fajok tartoznaK:
- Colostethus agilis Lynch & Ruiz-Carranza, 1985
- Colostethus alacris Rivero & Granados-Díaz, 1990
- Colostethus dysprosium Rivero & Serna, 2000
- Colostethus furviventris Rivero & Serna, 1991
- Colostethus imbricolus Silverstone, 1975
- Colostethus inguinalis (Cope, 1868)
- Colostethus jacobuspetersi Rivero, 1991
- Colostethus latinasus (Cope, 1863)
- Colostethus lynchi Grant, 1998
- Colostethus mertensi (Cochran & Goin, 1964)
- Colostethus panamansis (Dunn, 1933)
- Colostethus pratti (Boulenger, 1899)
- Colostethus thorntoni (Cochran & Goin, 1970)
- Colostethus ucumari Grant, 2007
- Colostethus yaguara Rivero & Serna, 1991